# Bousse, Sarthe
Bousse är en kommun i departementet Sarthe i regionen Pays de la Loire i nordvästra Frankrike. Kommunen ligger i kantonen Malicorne-sur-Sarthe som tillhör arrondissementet La Flèche. År 2022 hade Bousse 431 invånare.

## Befolkningsutveckling
Antalet invånare i kommunen Bousse
| Referens: INSEE |